# Санд, Хосе
Хосе́ Санд (исп. José Gustavo Sand; 17 июля 1980, город Белья-Виста, провинция Корриентес) — аргентинский футболист, нападающий клуба «Ланус». В 2008—2009 годах выступал за сборную Аргентины.

## Карьера

### Клубная
Хосе Санд — воспитанник школы «Ривер Плейта». Начал профессиональную карьеру в клубе «Колон» из Санта-Фе. В сезоне 2000/01 выступал за «Индепендьенте Ривадавия», клуб Второго дивизиона Аргентины, а в сезоне 2001 — за бразильскую «Виторию» из Салвадора. После возвращения в Аргентину несколько раз менял команды, в том числе выступая за родной «Ривер» в сезоне 2004/05.
В 2007 году перешёл в клуб «Ланус» и в том же году привёл свою команду к победе в чемпионате Апертура. Хосе Санд стал вторым бомбардиром чемпионата с 15 мячами в 16 играх, уступив по количеству голов лишь Херману Денису из «Индепендьенте». Спустя год, Санд, забив те же 15 голов уже в турнире Апертура 2008, стал лучшим бомбардиром чемпионата страны.

### Международная
В конце 2008 года впервые получил вызов в сборную Аргентины от Альфио Басиле. 15 октября в матче против сборной Чили в Сантьяго Санд вышел на замену вместо Карлоса Тевеса.

## Достижения
Командные
- Чемпион Аргентины (3): Кл. 2004, Ап. 2007, 2016
- Финалист Кубка Аргентины (1): 2011/12
- Обладатель Суперкубка Аргентины (1): 2017
- Обладатель Кубка Двухсотлетия Аргентины (1): 2016
- Финалист Южноамериканского кубка (1): 2020
- Финалист Кубка Либертадорес (1): 2017

Личные
- Лучший бомбардир чемпионата Аргентины (3): Ап. 2008 (15 голов), Кл. 2009 (13 голов), 2016 (15 голов)
- Лучший бомбардир Лиги арабских стран Залива (ОАЭ) (1): 2010 (24 гола)
- Лучший бомбардир Кубка Либертадорес (1): 2017 (9 голов)
- Участник символической сборной года Южной Америки (1): 2017
- Занимает первое место среди наиболее результативных бомбардиров в истории «Лануса» (132 гола во всех турнирах)
- Лучший бомбардир «Лануса» в международных турнирах (21 гол)